# Велдгейзен
Велдгейзен (нід. Veldhuizen) — селище в нідерландській провінції Утрехт. Входить до муніципалітету Утрехт.
З 1818 по 1954 рік мало статус окремого муніципалітету.